# Georgien i olympiska sommarspelen 2004
Georgien i olympiska sommarspelen 2004 bestod av 32 idrottare som blivit uttagna av Georgiens olympiska kommitté.

## Brottning
Herrarnas fristil
| Idrottare           | Gren   | Första omgången                                     | Avancemang | Kvartsfinaler        | Semifinaler          | Final                                  |                  |
| Idrottare           | Gren   | Motståndare Resultat                                | Avancemang | Motståndare Resultat | Motståndare Resultat | Motståndare Resultat                   |                  |
| ------------------- | ------ | --------------------------------------------------- | ---------- | -------------------- | -------------------- | -------------------------------------- | ---------------- |
| David Pogosian      | 60 kg  | Pool 4 Pürevbaatar (MGL) W 4-2 Guerrero (USA) W 3-1 | 1 Q        | Quintana (CUB) L 0-5 | Gick inte vidare     | Femte plats-final Sissaouri (CAN) W PA | 5                |
| Otar Tushishvili    | 66 kg  | Pool 4 Rondón (CUB) L 0-10 Tedeyev (UKR) L PA       | 3          | Gick inte vidare     | Gick inte vidare     | Gick inte vidare                       | Gick inte vidare |
| Gela Saghirashvili  | 74 kg  | Pool 4 Williams (USA) L 1-6 Hajizadeh (IRI) L 5-7   | 3          | Gick inte vidare     | Gick inte vidare     | Gick inte vidare                       | Gick inte vidare |
| Revaz Mindorashvili | 84 kg  | Pool 3 Loizidis (GRE) L 1-3 Aka-Akesse (FRA) W 3-0  | 2          | Gick inte vidare     | Gick inte vidare     | Gick inte vidare                       | Gick inte vidare |
| Eldar Kurtanidze    | 96 kg  | Pool 4 Heidari (IRI) L 2-3 Jaoude (BRA) W TO        | 2          | Gick inte vidare     | Gick inte vidare     | Gick inte vidare                       | Gick inte vidare |
| Alex Modebadze      | 120 kg | Pool 2 Aubéli (HUN) W 5-0 Kuramagomedov (RUS) L 0-5 | 2          | Gick inte vidare     | Gick inte vidare     | Gick inte vidare                       | Gick inte vidare |

Grekisk-romersk
| Idrottare            | Gren   | Första omgången                                                              | Avancemang | Kvartsfinaler           | Semifinaler             | Final                                |                  |
| Idrottare            | Gren   | Motståndare Resultat                                                         | Avancemang | Motståndare Resultat    | Motståndare Resultat    | Motståndare Resultat                 |                  |
| -------------------- | ------ | ---------------------------------------------------------------------------- | ---------- | ----------------------- | ----------------------- | ------------------------------------ | ---------------- |
| Irakli Chochua       | 55 kg  | Pool 3 Yıldız (TUR) W 4-1 Adomaitis (LTU) W 3-1                              | 1 Q        | Vakulenko (UKR) L 12-14 | Gick inte vidare        | Fifth Place Final Rivas (CUB) L 0-11 | 6                |
| Akaki Chachua        | 60 kg  | Pool 5 Fucile (ITA) W 10-0 Koizhaiganov (KAZ) L 6-7                          | 2          | Gick inte vidare        | Gick inte vidare        | Gick inte vidare                     | Gick inte vidare |
| Manuchar Kvirkvelia  | 66 kg  | Pool 5 Eroğlu (TUR) L EV Vardanyan (UKR) L EV Izquierdo (COL) L EV           | 4          | Gick inte vidare        | Gick inte vidare        | Gick inte vidare                     | Gick inte vidare |
| Mukhran Vakhtangadze | 84 kg  | Pool 2 Abdelfatah (EGY) L 0-3 Vering (USA) L PA                              | 3          | Gick inte vidare        | Gick inte vidare        | Gick inte vidare                     | Gick inte vidare |
| Ramaz Nozadze        | 96 kg  | Pool 2 Englich (GER) W 3-1 Saldadze (UKR) W 3-1                              | 1 Q        | Koguashvili (RUS) W 3-0 | Hashemzadeh (RUS) W 4-2 | Final Gaber (EGY) L 1-12             | 2                |
| Mirian Giorgadze     | 120 kg | Pool 5 Bengtsson (SWE) L 0-3 Tsurtsumia (KAZ) W 2-2 Koutsioumpas (GRE) L 0-5 | 4          | Gick inte vidare        | Gick inte vidare        | Gick inte vidare                     | Gick inte vidare |

## Bågskytte
Damer
| Idrottare           | Gren         | Rankningsomgång | Rankningsomgång | 32-delsfinaler           | Sextondelsfinaler    | Åttondelsfinaler     | Kvartsfinaler        | Semifinaler          | Final                | Final            |
| Idrottare           | Gren         | Poäng           | Seed            | Motståndare Resultat     | Motståndare Resultat | Motståndare Resultat | Motståndare Resultat | Motståndare Resultat | Motståndare Resultat | Placering        |
| ------------------- | ------------ | --------------- | --------------- | ------------------------ | -------------------- | -------------------- | -------------------- | -------------------- | -------------------- | ---------------- |
| Kristine Esebua     | Individuellt | 636             | 22              | Kumari (IND) L 149-153   | Gick inte vidare     | Gick inte vidare     | Gick inte vidare     | Gick inte vidare     | Gick inte vidare     | Gick inte vidare |
| Khatuna Narimanidze | Individuellt | 620             | 41              | Gallardo (ESP) L 132-148 | Gick inte vidare     | Gick inte vidare     | Gick inte vidare     | Gick inte vidare     | Gick inte vidare     | Gick inte vidare |

## Friidrott
Herrar
Bana, maraton och gång
| Idrottare      | Gren           | Heat     | Heat      | Kvartsfinal      | Kvartsfinal      | Semifinal        | Semifinal        | Final            | Final            |
| Idrottare      | Gren           | Resultat | Placering | Resultat         | Placering        | Resultat         | Placering        | Resultat         | Placering        |
| -------------- | -------------- | -------- | --------- | ---------------- | ---------------- | ---------------- | ---------------- | ---------------- | ---------------- |
| David Ilariani | 110 meter häck | 13.72    | 6         | Gick inte vidare | Gick inte vidare | Gick inte vidare | Gick inte vidare | Gick inte vidare | Gick inte vidare |

Damer
Fältgrenar och sjukamp
| Idrottare           | Gren        | Kval     | Kval      | Final            | Final            |
| Idrottare           | Gren        | Resultat | Placering | Resultat         | Placering        |
| ------------------- | ----------- | -------- | --------- | ---------------- | ---------------- |
| Julia Dubina        | Tresteg     | 13.36    | 31        | Gick inte vidare | Gick inte vidare |
| Mariam Kevkhishvili | Kulstötning | 15.06    | 34        | Gick inte vidare | Gick inte vidare |

## Gymnastik

### Artistisk
Herrar
Mångkamp, ind.
| Idrottare      | Kval    | Kval    | Kval    | Kval    | Kval    | Kval    | Kval   | Kval      | Final   | Final   | Final   | Final   | Final   | Final   | Final  | Final     |
| Idrottare      | Redskap | Redskap | Redskap | Redskap | Redskap | Redskap | Totalt | Placering | Redskap | Redskap | Redskap | Redskap | Redskap | Redskap | Totalt | Placering |
| Idrottare      | F       | PH      | R       | V       | PB      | HB      | Totalt | Placering | F       | PH      | R       | V       | PB      | HB      | Totalt | Placering |
| -------------- | ------- | ------- | ------- | ------- | ------- | ------- | ------ | --------- | ------- | ------- | ------- | ------- | ------- | ------- | ------ | --------- |
| Ilia Giorgadze | 9.437   | 9.100   | 9.450   | 9.350   | 9.600   | 9.075   | 56.012 | 22 Q      | 8.737   | 9.587   | 9.487   | 9.337   | 9.662   | 8.462   | 55.272 | 22        |

### Trampolin
| Rusudan Khoperia | Damer | 26.30 | 36.20 | 62.50 | 9 | Gick inte vidare | Gick inte vidare |

## Judo
Herrar
| Idrottare            | Gren                     | Sextondelsfinal             | Åttondelsfinal             | Kvartsfinal                    | Semifinal                     | Återkval                                                                                                   | Final                                  | Final            |
| Idrottare            | Gren                     | Motståndare Resultat        | Motståndare Resultat       | Motståndare Resultat           | Motståndare Resultat          | Motståndare Resultat                                                                                       | Motståndare Resultat                   | Placering        |
| -------------------- | ------------------------ | --------------------------- | -------------------------- | ------------------------------ | ----------------------------- | --- | -------------------------------------- | ---------------- |
| Nestor Khergiani     | Extra lättvikt (-60 kg)  | Uematsu (ESP) W 1001-0010   | Donbay (KAZ) W 0010-0000   | Stanev (RUS) W 0120-0010       | Akhondzadeh (IRI) W 0122-0011 | i.u. | Final Nomura (JPN) L 0001-0100         | 2                |
| David Margoshvili    | Halv lättvikt (-66 kg)   | Georgiev (BUL) L 0012-1010  | Gick inte vidare           | Gick inte vidare               | Gick inte vidare              | Round 1 Demirel (TUR) W 0120-0010 Round 2 Kipshakbayev (KAZ) W 0010-0001 Round 3 Lencina (ARG) W 1000-0000 | Bronsmatch Arencibia (CUB) L 0000-0200 | =5               |
| David Kevkhishvili   | Lättvikt (-73 kg)        | Takamatsu (JPN) W 0101-0010 | Makarov (RUS) L 0000-0221  | Gick inte vidare               | Gick inte vidare              | Round 1 Alexanidis (GRE) W 1001-0001 Round 2 Damdin (MGL) W 0011-0010 Round 3 Guilheiro (BRA) L 0000-0001  | Gick inte vidare                       | Gick inte vidare |
| Grigol Mamrikishvili | Halv mellanvikt (-81 kg) | Budõlin (EST) L 0100-0110   | Gick inte vidare           | Gick inte vidare               | Gick inte vidare              | Gick inte vidare                                                                                           | Gick inte vidare                       | Gick inte vidare |
| Zurab Zviadauri      | Mellanvikt (-90 kg)      | Lepre (ITA) W 1000-0000     | Taov (RUS) W 1001-0001     | Demontfaucon (FRA) W 0010-0000 | Gordon (GBR) W 1000-0020      | i.u. | Final Izumi (JPN) W 1001-0000          | 1                |
| Iveri Jikurauli      | Halv tungvikt (-100 kg)  | Batjargal (MGL) W 1000-0000 | Belgroun (ALG) W 1010-0001 | Makarau (BLR) L 0001-0011      | Gick inte vidare              | Round 2 Zjitkejev (KAZ) L 0000-1000                                                                        | Gick inte vidare                       | Gick inte vidare |
| Lasha Gujejiani      | Tungvikt (+100 kg)       | Tataroğlu (TUR) L 0000-1011 | Gick inte vidare           | Gick inte vidare               | Gick inte vidare              | Gick inte vidare                                                                                           | Gick inte vidare                       | Gick inte vidare |